# 高橋誠 (新日本製鐵)
高橋 誠（たかはし まこと）は、日本の技術者、実業家。新日鉄住金エンジニアリング代表取締役社長や、エンジニアリング協会理事長、日本プロジェクトマネジメント協会会長を務めた。

## 経歴・人物
東京都出身。1974年東京大学工学部産業機械工学科卒業、新日本製鐵入社。2003年新日本製鐵エンジニアリング事業本部プラント事業部長。2005年新日本製鐵参与。2006年新日鉄エンジニアリング取締役常務執行役員製鉄プラント事業部長。2008年新日鉄エンジニアリング取締役常務執行役員技術本部長。2011年新日鉄エンジニアリング代表取締役社長。2012年新日鉄住金エンジニアリング代表取締役社長。2013年エンジニアリング協会理事長。2015年新日鉄住金エンジニアリング取締役相談役。2019年日本プロジェクトマネジメント協会会長。